# Pyongyang Sports Club
Pyongyang Sports Club is een Noord-Koreaanse voetbalclub uit Pyongyang.
De club werd opgericht op 30 april 1956 en speelt in het Kim Il-sungstadion dat plaats biedt aan 50.000 toeschouwers. De club ontstond in oktober 1971 uit een fusie tussen Moranbong S.G. en Rodongja S.G..

## Erelijst
- Noord-Koreaans voetbalkampioenschap

Kampioen: 1991, 2004, 2005, 2008

## Bekende spelers
- Kim Chol-ho
- Kim Yong-jun
- Choe Myong-ho
- Ri Myong-guk
- Ri Chol-myong
- Kim Kuk-jin